# Ferdinand de Relingue
Ferdinand de Relingue, barone poi conte di Relingue (Svezia, 1636 – Malaga, 6 settembre 1704), è stato un ammiraglio svedese naturalizzato francese.

## Biografia
Il conte Ferdinand de Relingue discendeva da un'antica ed illustre casata svedese, i Relinguen, della quale diversi membri servirono la monarchia francese a partire da lui. Nelle sue Mémoires, il duca di Saint-Simon scrisse di lui che era « figlio di un Alemanno nato nel 1636 ».
Intraprese la sua carriera militare in Svezia al servizio di Gustavo II Adolfo. Approdato in Francia, si pose al servizio della marina reale francese. Nel 1670 gli venne subito assegnato il comando di un vascello e gli venne concesso il titolo di capitano nel 1674. Nella Guerra franco-olandese, prese parte alla Battaglia di Alicudi dell'8 gennaio 1676 al comando del vascello Le Mignon, 46 cannoni, parte dell'avanguardia del marchese de Preuilly d'Humière. Qualche mese più tardi, alla Battaglia d'Agosta, fece parte della squadra dell'ammiraglio Duquesne, sempre al comando del Mignon.
Nel 1683, comandò Le Bon nel mar Baltico, in una spedizione in soccorso del re di Danimarca nella compagnia di Jean Gabaret che poi si ricongiunse con la Flotta del Levante nel Mediterraneo.
Nel 1684, al Bombardamento di Genova, de Relingue combatté a bordo della Bon, affrontando al largo di cap Corse trentacinque galee spagnole, napoletane, genovesi e siciliane agli ordini del marchese Centurioni. Dopo cinque ore di combattimenti, due galee nemiche erano già colate a fondo. Relingue ad ogni modo dovette ripiegare su Livorno con 90 degli uomini rimastigli dopo il combattimento.
Nel 1688, attraversò la Manica. L'anno seguente, al comando de La Serpente, venne promosso capo squadra il 1 novembre. Il 26 luglio 1690, de Relingues ricevette l'ordine di accerchiare otto navi olandesi di ritorno dalle Indie con rifornimenti e beni, distruggendo anche le stazioni portuali di Yarmouth per la pesca.
Prese parte alla battaglia di Le Hague tra il 2 ed il 3 giugno 1692 a bordo della nave Foudroyant, vascello di primo rango con 84 cannoni, che sarà bruciato nella battaglia. Durante il combattimento fece parte della divisione del vice-ammiraglio de Tourville.
Il 27 giugno 1693, agli ordini sempre di Touville, fu l'avanguardia della flotta francese che attaccò a Lagos lungo le coste del Portogallo un convoglio proveniente da Smirne, scortato da vascelli anglo-olandesi. Nel 1695, de Relingue venne nominato comandante del porto di Dunkerque.
Tenente generale nel 1697, ricevette l'ordine di comandare una squadra di dieci fregate contro i corsari salentini.
Il 24 agosto 1704, prese parte alla Battaglia di Malaga nello squadrone bianco sotto il comando del conte di Tolosa (di cui dal 1696 era divenuto primo scudiero), a bordo del vascello Terrible, di 102 cannoni. Venne ferito ad una gamba che gli venne amputata, ma morì il 6 settembre successivo per le ferite riportate. Il suo corpo venne sepolto a Parigi nella chiesa dei Giacobini.
Il suo elogio funebre fu pubblicato dal Mercure de France dell'ottobre del 1704 (p. 20), e dalla Gazette d'Amsterdam del 1704, (n° LXXXI).